# Oshigambo High School
Die Oshigambo High School, auch Oshigambo Senior Secondary School, ist eine halbstaatliche Sekundarschule in Oshigambo in der Region Oshikoto im Norden Namibias. Sie liegt etwa 30 km östlich von Ondangwa.

## Geographische Lage
Die Schulgebäude befinden sich in der Nähe des Oshigambo, der in Angola entspringt und in den Kunene mündet. An den Ufern dieses Flusses steht der bekannte Feigenbaum Omukwiyugwemanya, dessen Name sich von der einzigartigen Beschaffenheit des Baumes ableitet, der auf einem Felsen wächst.

## Geschichte
Die Oshigambo High School ist eine der ältesten Schulen im Norden Namibias. Sie wurde 1960 gegründet und stand unter der Leitung ihres ersten Schulleiters Toivo Tirronen, einem finnischen Staatsbürger. Die Oshigambo High School war eine Missions- und ist eine Kirchenschule der Evangelisch-Lutherischen Kirche in Namibia.
Im Jahr 2006 trat der Oshigambo zum ersten Mal seit 50 Jahren über seine Ufer. Das Hochwasser trennte die Schule von ihrem Wohnheim ab. Schüler und Lehrer, die auf der anderen Seite des Flusses wohnten, mussten entweder auf eigene Gefahr den Fluss durchqueren oder eine Strecke von etwa drei Kilometer zurücklegen, um zur Schule zu gelangen.
Die Schule nimmt alle zwei Jahre Lehrer aus den Vereinigten Staaten auf. Diese unterrichten hauptsächlich Mathematik und Naturwissenschaften. Die Schule hat etwa 20 Lehrer und 464 Schüler (Stand 2024).
Die Schirmherren der Schule sind Solomon Amadhila und Frans Indongo, der Schulleiter ist Pinehas Ekongo. Die Oshigambo High School bietet außerschulische Aktivitäten wie Debattieren, Chor, Schach und Tanz an.

## Akademische Exzellenz
Die Schule gehört zu den besten des Landes und bringt jedes Jahr leistungsstarke Absolventen hervor. Im Jahr 2012 war sie die fünftbeste High School in Namibia, 2013 und 2014 die siebtbeste. Auch in den späteren Jahren, zuletzt 2023, gehörte sie zu den besten des Landes. Die Schule ist bekannt für ihre hervorragenden Ergebnisse in den Klassen 10 und 12.

## Bekannte Schüler
- Nahas Angula (* 1943), Politiker
- Pendukeni Iivula-Ithana (* 1952), Politikerin
- Philemon Malima (* 1946), Politiker, graduiert 1971[7]
- Nangolo Mbumba (* 1941), Politiker
- Sacky Shangala (* 1977), Politiker